# Huka dej, Fred – dom laddar om!
Huka dej, Fred – dom laddar om! (danska: Slap af, Frede!) är en dansk komedifilm från 1966 i regi av Erik Balling.
Filmen är en uppföljare till Slå först Freddie!.

## Rollista i urval
- Morten Grunwald – Frede Hansen
- Ove Sprogøe – agent Smith
- Erik Mørk – Presto
- Hanne Borchsenius – Diana
- Asbjørn Andersen – chefen
- John Wittig – agent
- Clara Pontoppidan – Mamma
- Dirch Passer – Fettucino
- Carl Ottosen – Spinoza
- Freddy Koch – ämbetsmannen
- Poul Thomsen – Gonzarles
- Gunnar Strømvad – Enrico
- André Sallyman – Luigi
- Bjørn Spiro – Leonardo
- Preben Mahrt – portier